# 京都府道489号小西西坂線
京都府道489号小西西坂線（きょうとふどう489ごう こにしにしざかせん）は、京都府綾部市を通る一般府道である。

## 概要
綾部市小西町から綾部市西坂町に至る。
綾部市の西部を南北に走る。京都府道9号綾部大江宮津線の抜け道として使えるが、狭い箇所もある。

### 路線データ
- 起点：綾部市小西町（小畑口交差点、京都府道488号小貝豊里線交点）
- 終点：綾部市西坂町（諏訪神社前交差点、京都府道9号綾部大江宮津線交点）

## 地理

### 通過する自治体
- 綾部市

### 交差する道路
| 交差する道路              | 交差する場所 | 交差する場所            |
| ------------------------- | ------------ | ----------------------- |
| 京都府道488号小貝豊里線   | 小西町       | 小畑口交差点 / 起点     |
| 京都府道9号綾部大江宮津線 | 西坂町       | 諏訪神社前交差点 / 終点 |

### 沿線
- 惣持院
- 一宮神社
- 鍛冶屋簡易郵便局